# 1847 год в истории железнодорожного транспорта
1847 год в истории железнодорожного транспорта

## События

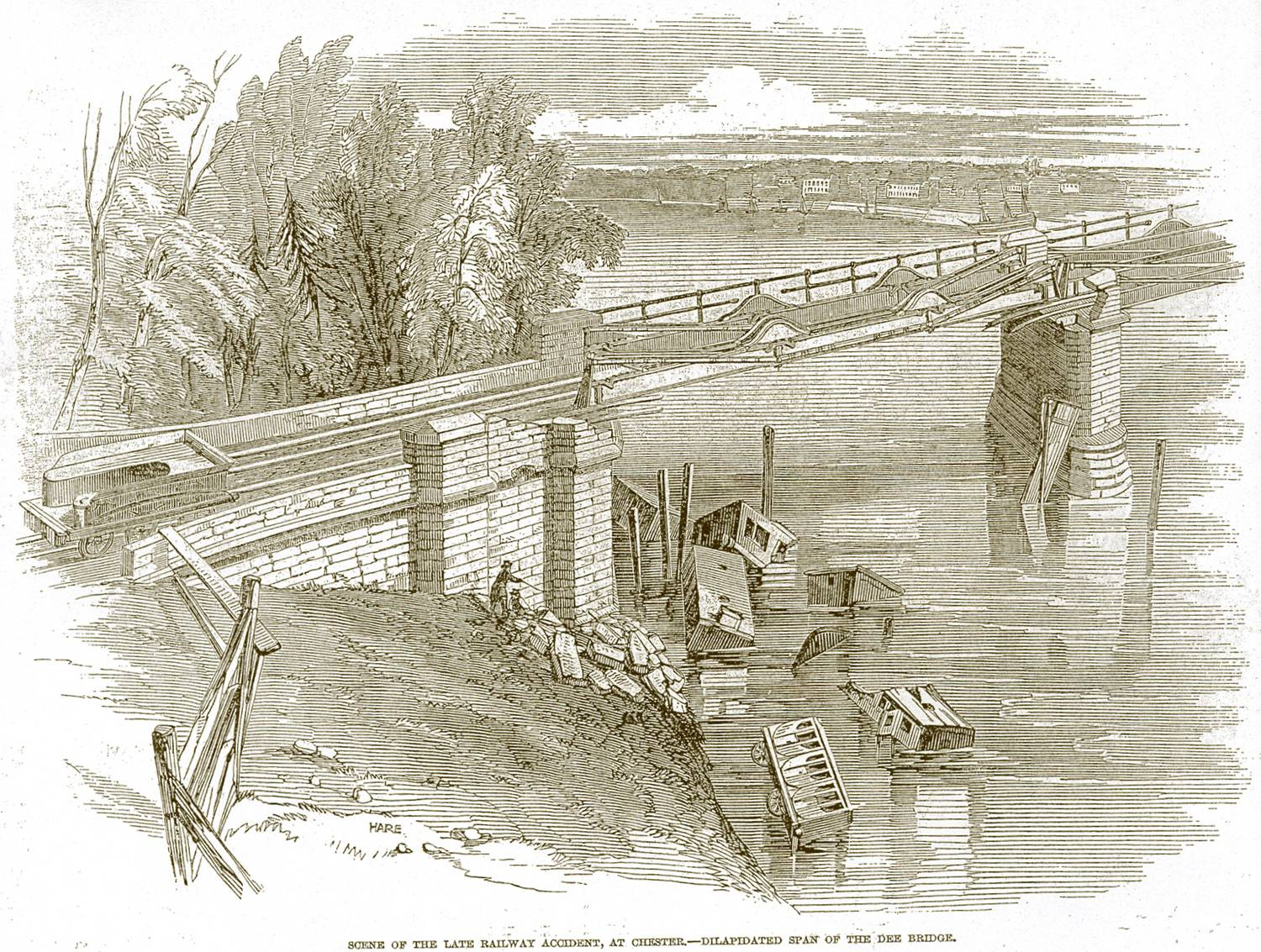
Крушение на мосту через реку Ди

- 24 мая — произошло крушение поезда на мосту через реку Ди[уточнить].
- Май — открыта линия Санкт-Петербург — Колпино длиной 25 км.[1]
- Декабрь — открыта линия Ченстохов (Ченстохова) — Зомбковицы (Зомбковице-Слёнске) длиной 63 км.[1]
- В Швейцарии построена первая железная дорога.[2]
- В Дании проложена первая железнодорожная линия Копенгаген — Роскилле длиной 31 километр.[2]
- Построена железная дорога Олдерни.